# Aderus nodieri
Aderus nodieri é uma espécie de inseto besouro da família Aderidae. Foi descrita cientificamente por Maurice Pic em 1933.

## Distribuição geográfica
Habita na localidade de Puducherry (Índia).